# David Gibbins
David Gibbins (Saskatoon, 1962) è un archeologo e scrittore canadese.

## Biografia
Nato da genitori inglesi, da piccolo girò il mondo con i suoi genitori prima di intraprendere gli studi per diventare archeologo presso l'università di Bristol. Completò gli studi nel 1990 e si dedicò all'archeologia, scrivendo anche numerosi saggi. 
Nel 2006 ha fatto il suo debutto nella narrativa con il romanzo Atlantis, tradotto in 28 lingue. Con questo romanzo ha introdotto il personaggio di Jack Howard, protagonista di tutte le sue opere narrative. Nel 2013 pubblica Distruggi Cartagine, il primo libro della sua serie Total War, in collaborazione con SEGA che produce l'omonimo gioco. Parallelamente Gibbins ha pubblicato una grande quantità di saggi sul mondo della archeologia e delle immersioni.

## Opere

### Romanzi

#### Serie di Jack Howard
- 2005 - Atlantis
- 2006 - Il sigillo maledetto dei templari
- 2008 - Il vangelo proibito
- 2009 - Il tesoro della legione fantasma
- 2010 - The Mask of Troy
- 2011 - The Gods of Atlantis
- 2013 - Il Faraone
- 2015 - Codice Pyramid
- 2017 - Testament
- 2018 - Inquisizione

#### Serie Total War
- 2013 - Distruggi Cartagine

- 2015 - The Sword of Attila

### Saggi
- Gibbins, David, 1988. "Surgical instruments from a Roman shipwreck off Sicily." Antiquity 62 (235), pp. 294–7.
- Gibbins, David. 1990. "The hidden museums of the Mediterranean." New Scientist 128 (1739), pp. 35–40.
- Gibbins, David and Christopher Chippindale(eds), 1990. "Maritime archaeology." Antiquity 64 (243), pp. 334–400.
- Gibbins, David, 1990. "Analytical approaches in maritime archaeology: a Mediterranean perspective". Antiquity 64 (243), pp. 376–389.
- Gibbins, David and Christopher Chippindale, 1990. "Heritage at sea: proposals for the better protection of British archaeological sites underwater". Antiquity 64 (243), pp. 390–400.
- Gibbins, David. 1993. "Bronze Age wreck's revelations." Illustrated London News 281 (7116), pp. 72–3.
- Gibbins, David, 1993. "Das im Mittelmeer verborgene Museum." Mannheimer Forum 92/93. Ein Panorama der Naturwissen schaften. Mannheim: Boehringer Mannheim, pp. 175–243.
- Gibbins, David, 1995. "What shipwrecks can tell us." Antiquity 69:263, pp. 408–411.
- Gibbins, David J.L., Mike M. Emery and Keith J. Mathews, 1996. The Archaeology of an Ecclesiastical Landscape. Chester Archaeology Excavation and Survey Report No. 9. Chester City Council/The University of Liverpool. ISBN 978-1-872587-09-7
- Gibbins, David, 1997. "Deleta est Carthago?" Antiquity 71 (271), pp. 217–219.
- Gibbins, David. 1998. "Maritime archaeology". in Shaw, I. and R. Jameson (eds) Dictionary of Archaeology. Oxford: Blackwell. ISBN 978-0-631-17423-3
- Gibbins, David. 2000. "Classical shipwreck excavation at Tektas Burnu, Turkey." Antiquity 74:283, pp. 199–201.
- Gibbins, David. 2001. "Shipwrecks and Hellenistic trade." in Zofia H. Archibald et al. (eds.), Hellenistic Economies. London/New York: Routledge, pp. 273–312. ISBN 978-0-415-23466-5
- Gibbins, David and Jonathan Adams (eds), 2001. Shipwrecks. World Archaeology 32.3. London: Routledge. ISSN 0043-8243
- Gibbins, David and Jonathan Adams, 2001. "Shipwrecks and maritime archaeology." World Archaeology, 32:3, pp. 279–291.
- Gibbins, David. 2001. "A Roman shipwreck of c. AD 200 at Plemmirio, Sicily: evidence for north African amphora production during the Severan period." World Archaeology 32.3, pp. 311–334.